# Exochus virgatifrons
Exochus virgatifrons là một loài tò vò trong họ Ichneumonidae.